# Шугинин, Александр Михайлович
Александр Михайлович Шугинин (26 января (8 февраля) 1901, д. Карская — 5 июля 1970, Москва) — генерал-лейтенант авиации. Доцент.

## Биография
Вступил в ряды Рабоче-Крестьянской Красной Армии в 1920 году, после вступления в 1919 году в компартию. В ряды ВМФ вступил в 1930 году, тогда же экстерном окончил Севастопольскую Военную школу летнабов, а в 1935 факультет Военно-воздушной академии им. профессора Н. Е. Жукова.
В годы Гражданской войны воевал на Западном фронте. В 1940 году начал преподавать на кафедре тактики авиации, затем получил должность начальника командно-авиационного факультета ВМА им. К. Е. Ворошилова. В этой должности вступил в Великую Отечественную войну. В качестве начальника штаба ВВС КБФ руководил операциями Ленинградского и Карельского фронта, подготавливал участие авиации в период обороны и освобождения Ленинграда. С 1944 года получил звание генерала-майора и должность заместителя начальника штаба Главного управления ВВС ВМФ. В 1951 году — звание генерала-лейтенанта. Вышел в отставку в 1961 году. Похоронен на Новодевичьем кладбище.

## Награды
- Орден Отечественной войны I степени (24.07.1943)
- Орден Красного Знамени (21.02.1944, 03.11 1944)
- Орден Нахимова II степени (22.07.1944)
- Орден Ушакова II степени (08.07.1945)
- Орден Ленина (05.11.1946)
- Медаль «За оборону Ленинграда»